# شیکابالا
شیکابالا (عربی مصری: محمود عبد الرازق "شيكابالا" ؛ زادهٔ ۵ مارس ۱۹۸۶) یک ورزشکار اهل مصر است.
از باشگاه‌هایی که در آن بازی کرده‌است می‌توان به باشگاه ورزشی زمالک، و پائوک، باشگاه ورزشی زمالک، و الوصل، تیم ملی فوتبال مصر، اسپورتینگ لیسبون، باشگاه ورزشی زمالک، و باشگاه ورزشی اسماعیلی اشاره کرد.
وی همچنین در تیم‌های ملی فوتبال مصر ۶ ژانویه ۲۰۱۰ (UTC) بازی کرده‌است.